# 劉玉 (道教人物)
劉玉（1257年—1308年），字頤真，號玉真子，南康建昌（治所在今江西南城）人，元代道教人物。
家貧，力耕而食，篤志於神仙之學。為元初淨明道的革新者。劉玉自稱前後共遇仙人十次，歷時七年，終於得道，大闡淨明道宗，以“真忠至孝”、“本淨元明”之說化導徒眾。劉玉在何真公的基礎上，對淨明忠孝道法進行了改革，例如改良了何真公時期符咒的繁瑣用法，劉玉僅存煉度一符；不執泥篆文，告斗不設斗燈，至誠而已。改革後的淨明教法，以封建倫理道德為核心。元至大三年（1308年），劉玉去世，傳於黃元吉。著作有《玉真先生語錄內集》、《玉真先生語錄外集》、《玉真先生語錄別集》等，收入《淨明忠孝全書》。